# Polizeipräsidium Schwaben Nord

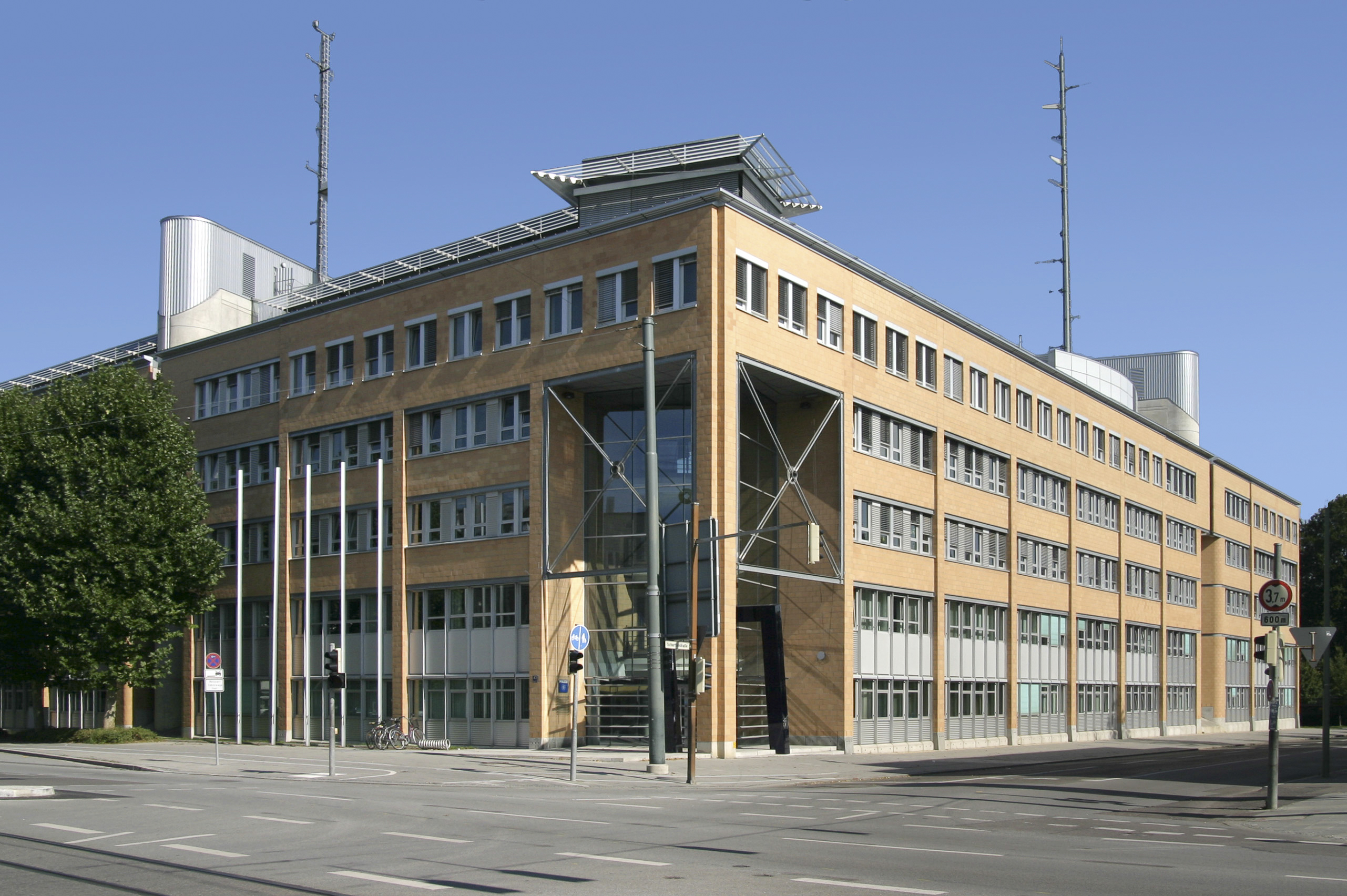
Dienstgebäude des Polizeipräsidiums Schwaben Nord

Das Polizeipräsidium Schwaben Nord ist einer von zehn regionalen Verbänden der Bayerischen Polizei und als solcher eine Landesmittelbehörde des Freistaates Bayern. Es ist direkt dem Bayerischen Staatsministerium des Innern, für Sport und Integration unterstellt und hat seinen Dienstsitz in Augsburg. Der Zuständigkeitsbereich des Polizeipräsidiums umfasst mit der kreisfreien Stadt Augsburg und den Landkreisen Augsburg, Aichach-Friedberg, Dillingen und Donau-Ries ein Gebiet mit einer Fläche von ca. 4000 Quadratkilometern und rund 936.000 Einwohnern.
Die Behörde wird seit März 2022 von Polizeipräsident Martin Wilhelm geleitet.

## Historie
Die Grundlagen für das heutige Polizeipräsidium Schwaben Nord wurden bereits im Jahr 2003 gelegt. Der damalige Ministerpräsident Edmund Stoiber legte das politische Ziel einer Verwaltungsreform der bayerischen Behörden und damit auch eine Straffung der Polizeiorganisation fest.
Daraufhin wurde die vierstufige Struktur der Bayerischen Polizei, bestehend aus Polizeidienststellen, Polizeidirektionen, Polizeipräsidien und dem Bayerischen Staatsministerium des Innern, verschlankt und durch einen dreistufigen Aufbau ersetzt. Die Führungseben der Polizeidirektionen und der Polizeipräsidien wurden verschmolzen, um die polizeiliche Basisarbeit zu stärken.
Am 1. Juni 2008 wurde das Polizeipräsidium Schwaben mit der Polizeireform in zwei Polizeipräsidien Schwaben Süd/West und Schwaben Nord geteilt. Seitdem sind für den Regierungsbezirk Schwaben zwei Polizeipräsidien zuständig.

## Organisation
Im gesamten Polizeipräsidium Schwaben Nord waren zum Ende des Jahres 2023 insgesamt 2216 Personen beschäftigt, davon 1946 Polizeibeamte und 270 Angestellte.
Dem Polizeipräsidium sind 16 Polizeiinspektionen und eine Polizeistation, vier Kriminalfachdezernate und eine Kriminalpolizeiinspektion sowie zwei Verkehrspolizeiinspektionen und eine Autobahnpolizeistation nachgeordnet, wobei ein besonderer Schwerpunkt auf dem Ballungsraum Augsburg liegt: allein im Stadtgebiet befinden sich sechs Polizeiinspektionen.

## Nachgeordnete Dienststellen
Stadt Augsburg:
- Polizeiinspektion Augsburg Mitte
- Polizeiinspektion Augsburg Süd
- Polizeiinspektion Augsburg Ost
- Polizeiinspektion Augsburg 5
- Polizeiinspektion Augsburg 6
- Polizeiinspektion Zentrale Einsatzdienste Schwaben Nord
- Verkehrspolizeiinspektion Augsburg
- Kriminalfachdezernat 1
- Kriminalfachdezernat 2
- Kriminalfachdezernat 3
- Kriminalfachdezernat 4

Landkreis Augsburg
- Polizeiinspektion Bobingen
- Polizeiinspektion Gersthofen
- Polizeiinspektion Schwabmünchen
- Polizeiinspektion Zusmarshausen
- Autobahnpolizeistation Gersthofen

Landkreis Aichach-Friedberg
- Polizeiinspektion Aichach
- Polizeiinspektion Friedberg

Landkreis Dillingen an der Donau
- Polizeiinspektion Dillingen an der Donau
- Polizeistation Wertingen
- Kriminalpolizeiinspektion Dillingen an der Donau

Landkreis Donau-Ries
- Polizeiinspektion Donauwörth
- Polizeiinspektion Nördlingen
- Polizeiinspektion Rain am Lech
- Verkehrspolizeiinspektion Donauwörth

## Statistik
Im Jahr 2022 ist bei der Zahl der bereinigten Straftaten im Bereich des Polizeipräsidiums Schwaben Nord im Vergleich zum Vorjahr ein Anstieg der Fallzahlen zu verzeichnen. Die Zahl der registrierten Straftaten hat hier um 3.272 Fälle bzw. 10 % auf nunmehr 36.140 Fälle (2021: 32.868 Fälle) zugenommen; im Vergleich zum letzten vorpandemischen Jahr 2019 (37.999 Fälle) stellt der aktuelle Wert jedoch einen Rückgang um 4,9 % dar. Mit Ausnahme des Coronajahres 2021 wies die bereinigte Statistik des Polizeipräsidiums Schwaben Nord in den letzten 10 Jahren nie eine geringere Zahl von bereinigten Straftaten auf.
Die um ausländerrechtliche Verstöße bereinigte Aufklärungsquote hat sich gegenüber 2021 (70,9 %) um 1,9 Prozentpunkte auf 69 % verringert (2019: 70,6 %) und liegt damit nach wie vor über dem Durchschnitt der letzten 10 Jahre und über dem bayernweiten Durchschnitt (2022: 64,4 %).
Die bereinigte Häufigkeitszahl (HZ) stieg im Jahr 2022 um 9,4 % auf einen Wert von 3.916 (2021: 3.579). Auch hier lag die HZ für den Zuständigkeitsbereich des Polizeipräsidiums Schwaben Nord deutlich unter dem bereinigten Durchschnittswert für Bayern (4.260). Im Vergleich zum Jahr 2019 ist bei der HZ des Jahres 2022 in Nordschwaben ein Rückgang um den Wert 261 bzw. 6,2 % festzustellen. Innerhalb der letzten 10 Jahre lag die bereinigte HZ für das Polizeipräsidium Schwaben Nord nur im Pandemiejahr 2021 bei einem noch niedrigeren Wert. Mit der Häufigkeitszahl wird die Zahl der polizeilich bekannt gewordenen Straftaten, bezogen auf 100.000 Einwohner, zum Ausdruck gebracht.